# 左中一
左中一（1958年7月—），山东莱西人，男性，汉族，中华人民共和国政治人物，现任中国文学艺术界联合会副主席、书记处书记、党组成员。中国共产党党员，第十三届全国人民代表大会湖北省代表。

## 生平
1975年8月在山东省莱西县历任南岚公社党委通讯报道员、县棉织厂职工、县委宣传部通讯报道员。1977年1月加入中国共产党。1978年10月考入山东大学中文系汉语言文学专业。1982年7月毕业后担任山东省委宣传部文艺处干部、副处长、处长（其间：1994年3月至1995年8月挂职任山东省汶上县委副书记；1997.09–1998.07中央党校一年制中青年理论宣传干部培训班学习）。1998年6月转任山东省文明办专职副主任（其间：2000年2月至2001年1月挂职任中央文明办协调组副组长；1997年9月至2000年7月中央党校研究生院在职研究生班政治学专业学习）。
2002年9月正式上调北京，先后担任中央文明办调研组副组长、组长。2009年10月担任中宣部文艺局局长，2012年5月调往中国文联担任党组成员，同年7月当选为副主席、书记处书记。。2018年2月24日，当选为第十三届全国人大代表。2018年3月，当选第十三届全国人民代表大会常务委员会委员、全国人民代表大会教育科学文化卫生委员会委员。